# Old North Church
La Old North Church es una iglesia de estilo georgiano situada en Boston, Massachusetts (Estados Unidos), construida en 1723, en la época colonial británica. Según la historiografía, tuvo lugar el famoso paseo de medianoche de Paul Revere, durante la Revolución Americana.  Es uno de los lugares más emblemáticos del barrio de North End. Pertenece a la Diócesis Episcopal de Massachusetts.
- Datos: Q1321240
- Multimedia: Old North Church / Q1321240